# 魏失剌监藏
魏失剌监藏（“失剌监藏”的藏语拼音shes-rb-rgyal-mtshan，？—？）籍贯不详，元末明初藏传佛教僧人。

## 生平
《明实录》洪武二十六年三月条：“立西宁僧纲司，以僧三剌为都纲。河州卫汉僧纲司，以故元国师魏失剌监藏为都纲；河州卫番僧纲司，以僧月监藏为都纲。”
根据上述史料，魏失剌监藏是元朝末年的国师。明朝洪武二十六年（1393年），被明朝封为河州卫汉僧纲司都纲。《明史·西域传》载：“又立河州番汉二僧纲司，并以番僧为之，纪以符契。”可见，汉僧纲司的都纲确由藏传佛教僧人担任，故魏失剌监藏是一位在河州当地汉藏佛教界具有影响的藏传佛教僧人。